# Chalcosyrphus amurensis
Chalcosyrphus amurensis är en tvåvingeart som först beskrevs av Stackelberg 1925.  Chalcosyrphus amurensis ingår i släktet mulmblomflugor, och familjen blomflugor. Inga underarter finns listade i Catalogue of Life.